# Stožice
Stožice är en ort i Tjeckien.   Den ligger i regionen Södra Böhmen, i den centrala delen av landet, 110 km söder om huvudstaden Prag. Stožice ligger 436 meter över havet och antalet invånare är 278.
Terrängen runt Stožice är platt åt sydost, men åt nordväst är den kuperad. Runt Stožice är det ganska glesbefolkat, med 24 invånare per kvadratkilometer. Närmaste större samhälle är Písek, 19,6 km norr om Stožice. Trakten runt Stožice består till största delen av jordbruksmark.